# Tankaia
Tankaia is een geslacht van inktvissen uit de  familie van de Chiroteuthidae.

## Soorten
- Tankaia borealis Sasaki, 1929